# Albuca watermeyeri
Albuca watermeyeri är en sparrisväxtart som först beskrevs av Harriet Margaret Louisa Bolus, och fick sitt nu gällande namn av John Charles Manning och Peter Goldblatt. Albuca watermeyeri ingår i släktet Albuca och familjen sparrisväxter. Inga underarter finns listade i Catalogue of Life.